# Kongemødet i Ulvsbäck
Kongemødet i Ulvsbäck var et topmøde mellem Christian IV og Gustav II Adolf som blev afholdt i perioden 22.-26. februar 1629 på dansk initiativ. Topmødet foregik i Ulvsbäck præstegård på den svenske side af grænsen mellem Halland og Småland. Fra mødet findes der notater udarbejdet af den danske rigsråd Christen Thomesen Sehested og den svenske forhandlingsleder Gabriel Gustafsson Oxenstierna.

## Forhistorie
Frankrig, England og Nederlandene havde i 1625 forsøgt at få Danmark og Sverige til at indgå i en alliance mod den tyske kejser Ferdinand 2.; men svenskerne, som var i krig med Polen-Litauen, stillede krav, som de øvrige forhandlere ikke kunne acceptere, mens Christian IV påtog sig at stille en hær i det nordlige Tyskland. Dette førte til dansk deltagelse i Kejserkrigen. Svenskerne måtte imidlertid erkende, at krigene stod i forbindelse med hinanden, da den tyske kejser ydede polakkerne militær bistand.  Han indgik derfor i 1628 i en forsvarsalliance med Stralsund, som ikke ville overgive sig til den tyske kejser.
Samtidig udviklede krigen sig uheldigt for Christian IV, idet Wallensteins tropper erobrede Holsten og trængte ind i Jylland; herefter stillede man fra tysk side skrappe krav til en fredsaftale: afståelse af hertugdømmerne, overdragelse af Jylland til kurfyrsten af Sachsen som pant for kejserlig gæld til ham, opgivelse af Frederiks nordtyske stifter, en stor krigsskadeserstatning til kejseren samt afspærring af Øresund for kejserens fjender. Den danske konge var ligeledes under internt pres, fordi det danske rigsråd, havde udtrykt modvilje mod kongens krigsførelse, hvorfor han førte krigen på vegne af hertugdømmerne.  På denne baggrund indgik Danmark og Sverige en begrænset aftale om gensidig bistand i søslagene. Sverige var samtidig reelt inddraget i krigen gennem sin støtte til Stralsund, og de to Østersømagters fælles problemer med kejseren var udgangspunktet for mødet i Ulvsbäck.

## Forløbet
Christian 4. ankom til Yxenholt i det danske Halland den 22. februar, hvor der straks iværksattes forskellige diplomatiske aktiviteter i grænseområdet, men den egentlige møderække begyndte den 23. februar. Kongernes samtaler giver et usædvanlig indblik i både de uformelle og formelle diplomatiske aktiviteter 
Allerede kort efter ankomsten og udvekslingen af høflighedsfraser tog Gustav Adolf initiativet i samtalen. Han søgte at overbevise Christian 4. om, at en fælles indsats i landkrigen kunne lamme Wallensteins tropper, mens den danske konge mente, at man skulle sikre sig ad søvejen og herefter ødelægge fjendens flåde. Under forhandlingerne forsøgte den svenske konge først at overtale Christian 4. til at indgå en offensiv militær alliance mod den tyske kejser, som svenskerne ville sætte sig i spidsen for, men den danske konge svarede undvigende. Begge referater af mødet omtaler adskillige forslag, fremsat af Gustav Adolf, som blev mødt med forbehold fra Christian 4. Sehested bemærker, at den svenske rigsmarsk Jacob de la Gardie tilsyneladende ikke tillagde forhandlingerne betydning, fordi parterne var tydeligt berusede.. Man gik til ro efter midnat uden at være nået frem til noget konkret.
Om morgenen den 24. februar opsøgte Gustav Adolf Christian 4. i dennes gemakker og tilbød at lede en fælles hær, som skulle trænge Wallensteins styrker ud af Danmark. Forslaget er blevet betegnet som "sensationelt".  Den danske konge beklagede, at Danmark ikke ville være i stand til at finansiere sin del af en sådan hær, hvorefter Gustav Adolf spurgte, om danskerne ikke kunne betale en fjerdedel af udgifterne. Det blev herefter aftalt, at rigsrådene skulle mødes til forhandling senere på dagen. Her præsenterede den svenske delegation en række krav, der skulle forelægges kejseren ved fredsforhandlingerne. I tillæg hertil fremsatte den fire konkrete forslag for et miltært samarbejde med danskerne, som reelt betød, at ingen af parterne kunne aftale seperatfred med fjenden. Den danske delegation fastholdt, at den var bundet til det forhandlingsforløb, som var aftalt med Wallenstein, og selv om det lykkedes den svenske konge at overtale Christian 4. til at udskyde hjemrejsen fra den 25. til den 26. februar, sluttede mødet uden aftale. Alligevel beskrev både den svenske og den danske referent afskedsceremonien som hjertelig.
Forskerne er generelt enige om, at Gustav Adolfs ønske om at binde de to lande i en alliance var oprigtigt ment, mens den danske holdning hovedsagelig var dikteret af et håb om at kunne afslutte kejserkrigen uden alt for store omkostninger. Hvis Christian 4. med dette møde ønskede at påvirke de igangværende fredsforhandlinger, lykkedes den danske strategi, idet Wallenstein efterhånden opgav sine krav om landafståelser. Svenskerne fik derimod intet ud af forhandlingerne, og Gustav Adolf udtrykte både skuffelse over den danske konges passive holdning og forundring over danskernes formål med at mødes.

## Konsekvenser
Tidligere har forskningen især koncentreret sig om de to kongers personlige motiver og ofte er Gustav Adolf blevet fremhævet som den veltalende verdensmand, mens Christian 4. er blevet skildret som mere primitiv og provinsiel." 
Nyere forskning lægger mere vægt på, at "den eneste virkelige fælles interesse, der beherskede forhandlerne i Ulfsbäck, var begge parters ønske om og vilje til at udnytte modpartens svaghed eller blottelse til fremme af egne interesser. I denne henseende viste danskerne sig ved denne lejlighed at være de dygtigste." I løbet af få år lykkedes det dog svenskerne at markere sig som den egentlige stormagt i Østersøen, mens Danmark fremstod som taber i magtspillet. 